# خواكين سورويا
خواكين سورويا إي باستيدا (بالألمانية: Joaquín Sorolla)‏ (بالإسبانية: Joaquín Sorolla y Bastida، ولد في 27 فبراير 1863، بلنسية، إسبانيا - توفي في 10 أغسطس 1923، ثيرثيديا، مدريد، إسبانيا) رسام إسباني، تفوق في رسم البورتريه، والمناظر الطبيعية، والمواضيع الاجتماعية والتاريخية. معظم أعماله تميزت بتمثيل الناس والمناظر الطبيعية تحت أشعة شمس وطنه.
كان سورويا من بلنسية، لكنه نال سمعة دولية وعرضت أعماله في المعارض الكبرى في جميع أنحاء أوروبا وأمريكا.

## حياته
حصل سورويا على تعليم فني أولي، وكان عمره آنذاك أربعة عشر عاماً، وبعد ذلك في سن الثامنة عشرة سافر إلى مدريد لدراسة ماجستير اللوحات في متحف ديل برادو. بعد إكمال خدمته العسكرية في سن الثانية والعشرين حصل سورويا على المنحة التي مكنتة من الدراسة في روما، إيطاليا لأربع سنوات حيث رحب به مدير الأكاديمية الإسبانية في روما.
خلال زيارة طويلة له إلى باريس في 1885 م، تعرف لأول مرة على الرسم الحديث. في عام 1888 م عاد سورويا إلى بلنسية وتزوج من كلوتيلد غارثيا ديل كاستييو، التي كان قد قابلها للمرة الأولى في عام 1879 م عندما كان يعمل في إستوديو والدها. بحلول 1895 م كان لهما ثلاثة أطفال معا: ماريا، ولدت في 1890 م، خواكين، ولدت في 1892 م، وإيلينا، ولدت في 1895 م. في عام 1890 م انتقلا إلى مدريد، وبالنسبة للعقد المقبل كانت جهود سورويا تنصب أساساً على إنتاج اللوحات الكبيرة من مواضيع المستشرقين والمواضيع الأسطورية والتاريخية والاجتماعية، ليتم عرضها في المحلات والمعارض الدولية في مدريد، باريس، البندقية، ميونخ، برلين، وشيكاغو.

## عمله
اعتبر سورويا في كثير من الأحيان أحد الفنانين الانطباعيين، ولكن ذلك ليس صحيحاً تماماً. قال الناقد هنري روشفور المعترف به بعد مشاهدة عرض سورويا في باريس في عام 1906 «هذه ليست انطباعية، ولكن من المثير للإعجاب بشكل لا يصدق». ربما يكون من الأدق وصف أسلوبه بأنه (luminism) -حرفياً، طلاء ضوء- وبكل بساطة فريد. رسم سورويا في الهواء الطلق، في كثير من الأحيان بسرعة كبيرة (كما قد تكون السرعة ضرورية للفنان الذي خلق أكثر من 500 لوحة واحدة في فترة السنوات الأربع). بعض لوحاته تبدو تقريباً لم تنته، وقال أنه لا يقبل ترك المجالات الأقل من أساسية من قماش الخام في اللوحات. ومع ذلك فإنه يمكن التقاط أروع التفاصيل. وقبل أي رسام تمكن سورويا من خلق مثل هذه الميادين من ومضات من ضوء كما في لوحات مثل حياكه الشراع والعودة من الصيد.
بالإضافة إلى عمله باعتباره رسام مشاهد من الناس العاديين في العمل ويلعبون، حصل سورويا على كثير من المطالب باعتباره رسام بورتريه. في هذا الصدد تأثر سورويا بالرسام جون سارغنت بكثير من الإعجاب. قام سورويا برسم صور العديد من الشخصيات الشهيرة مثل رئيس الولايات المتحدة وليام هوارد تافت، والراحة لويس تيفاني، والملك ألفونسو الثالث عشر في إسبانيا.

### من أعماله

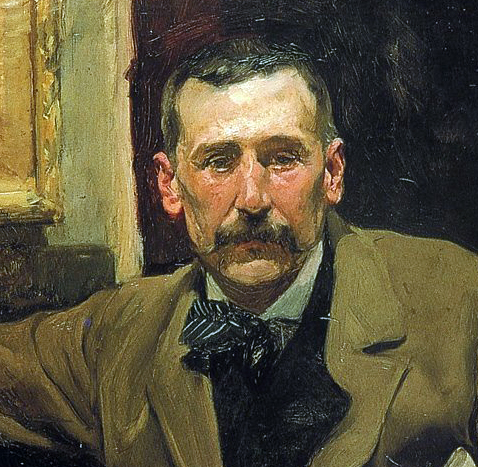
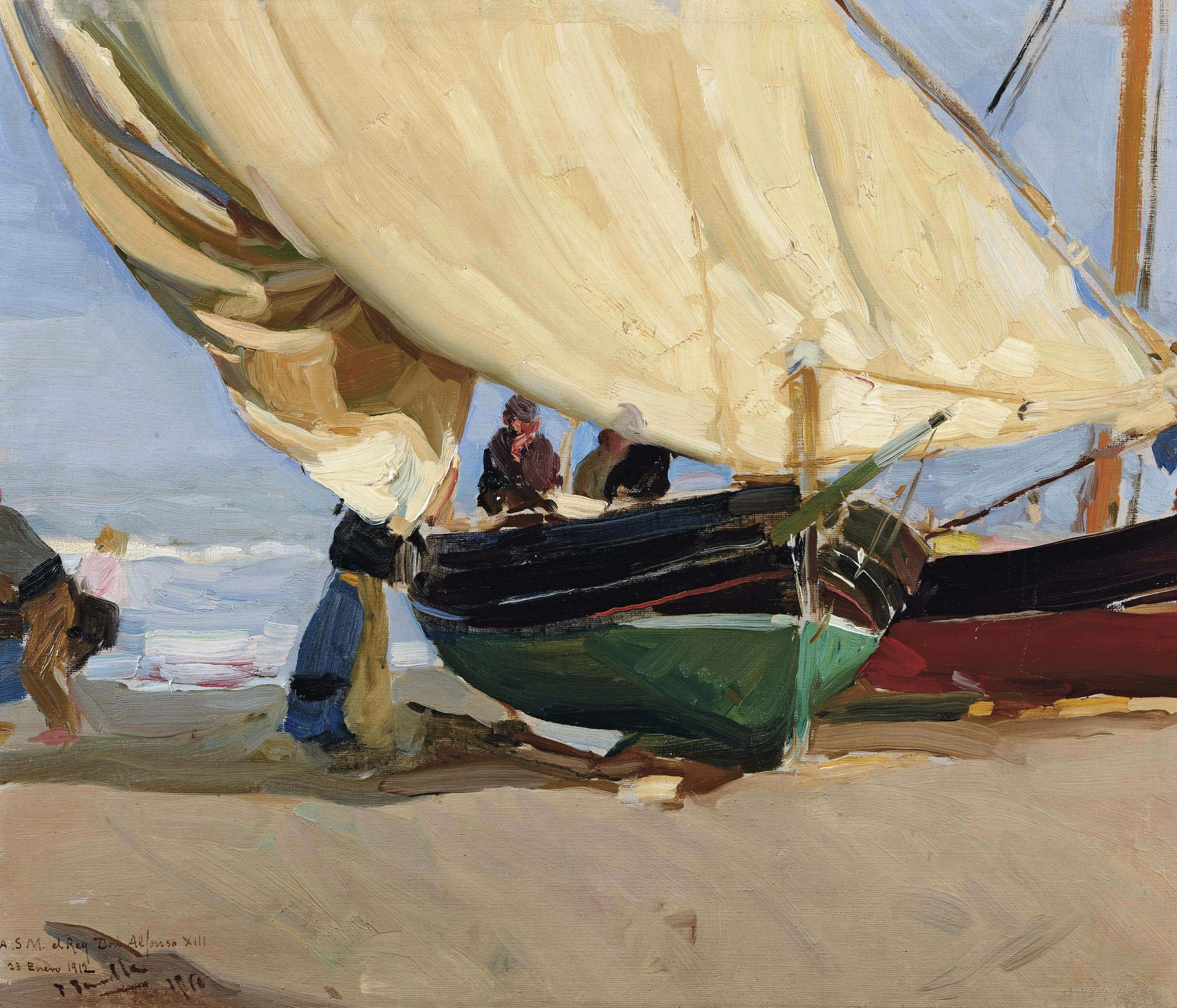
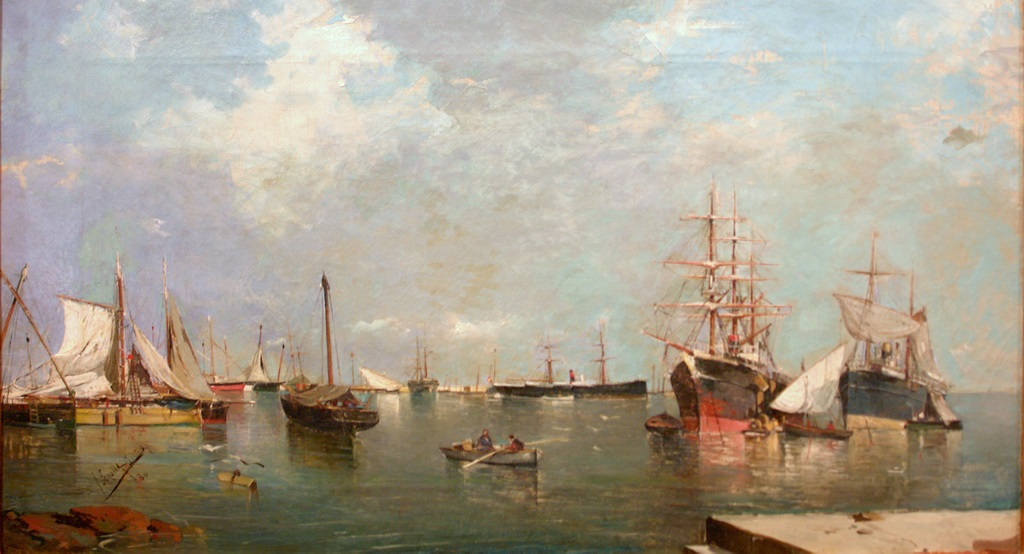
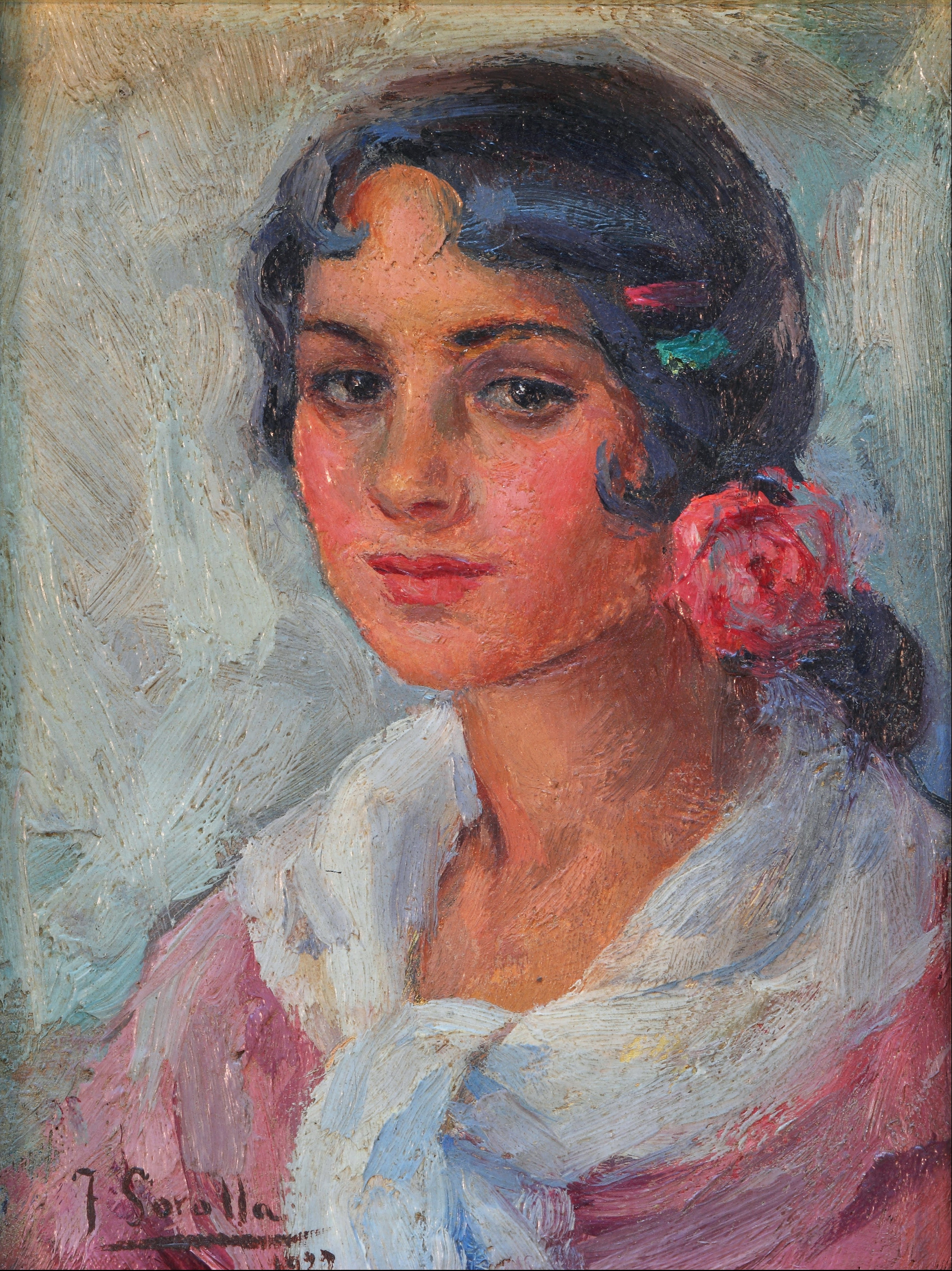
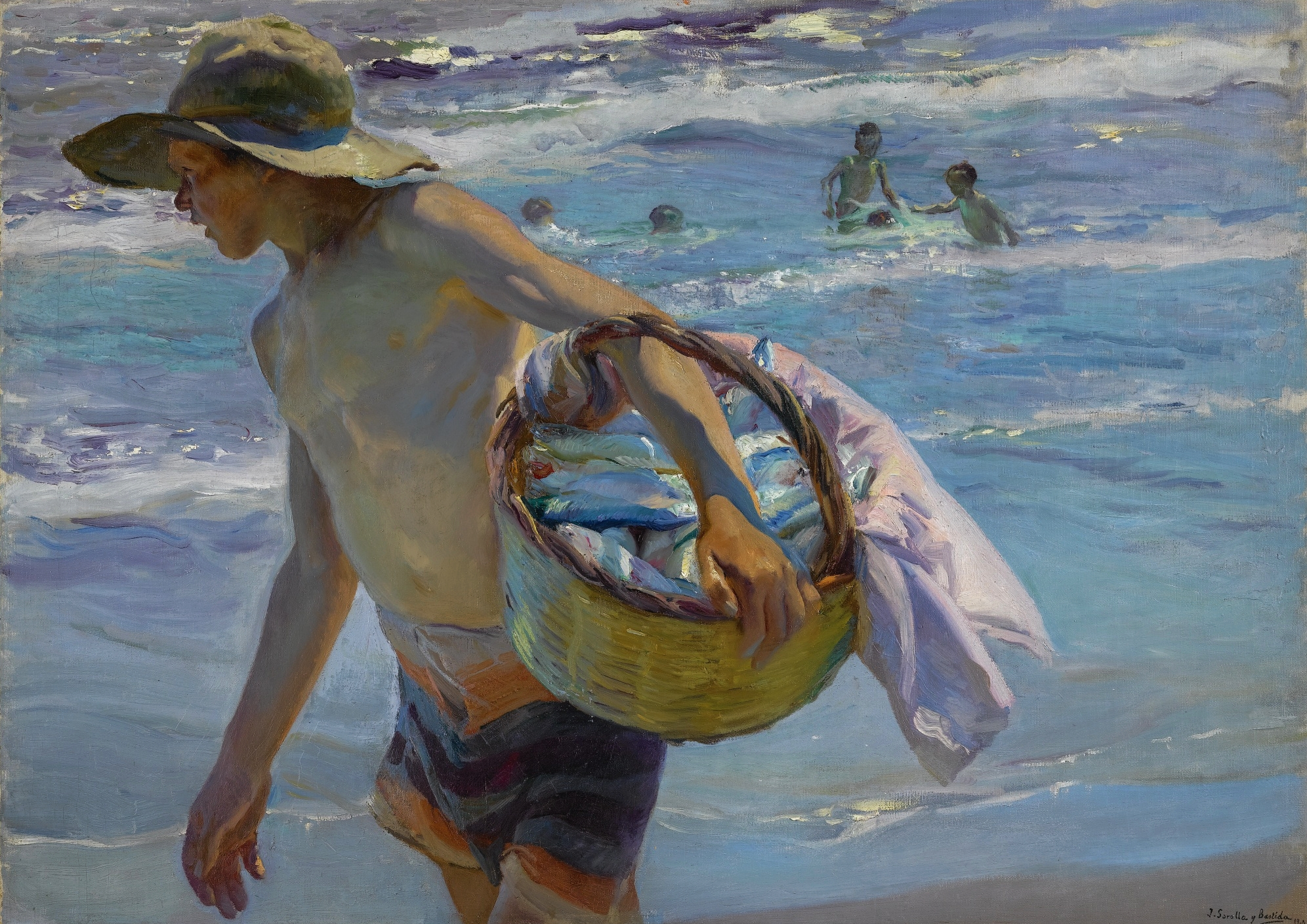
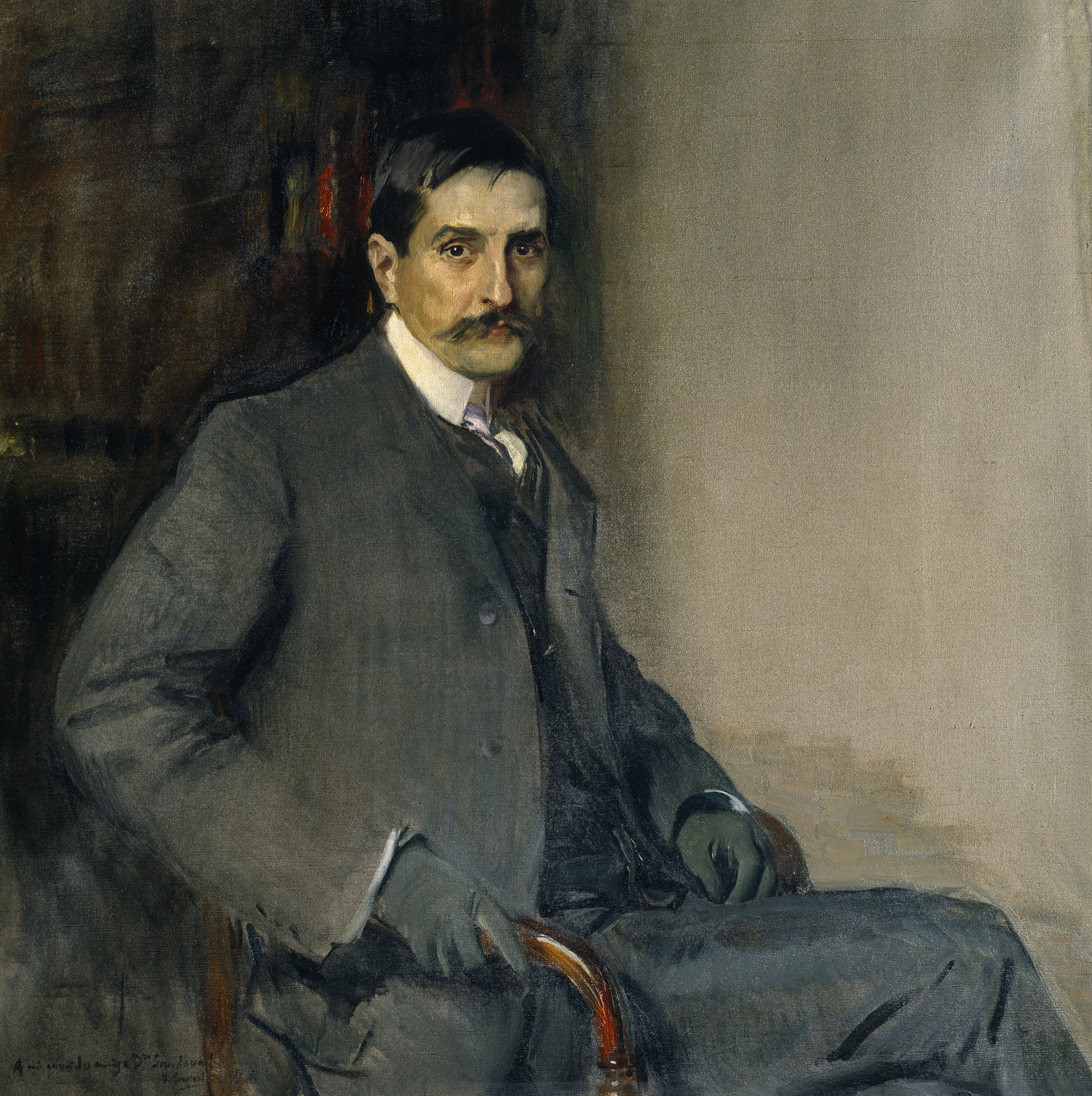
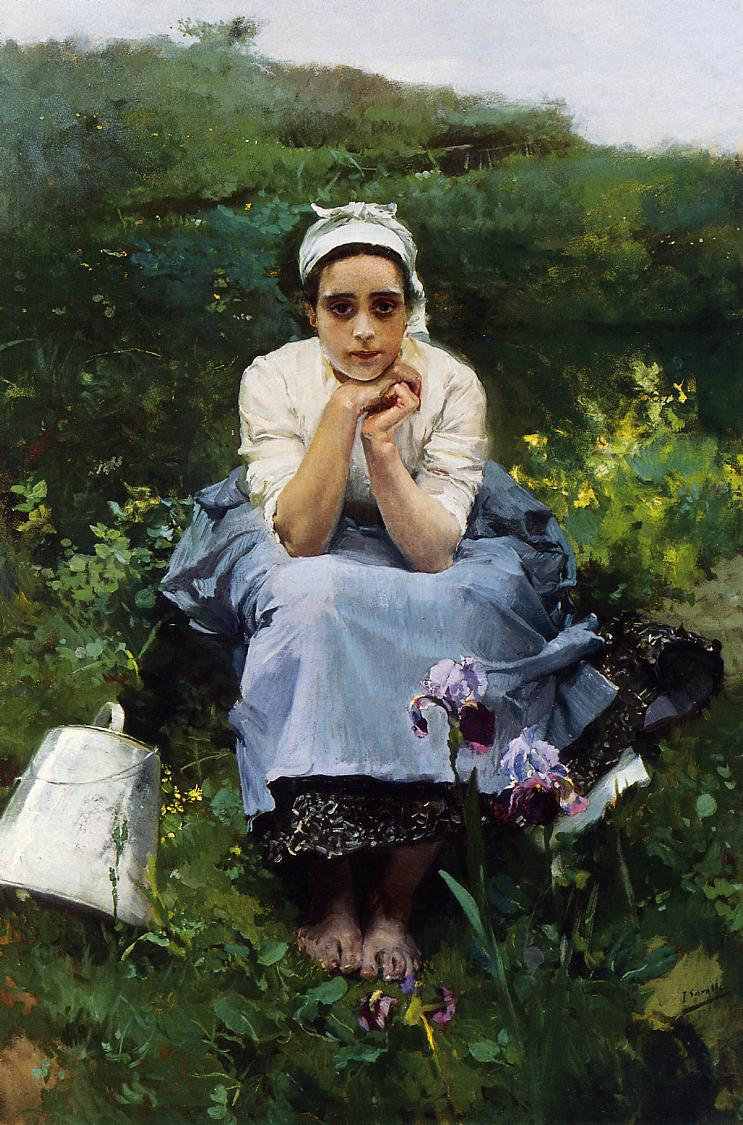
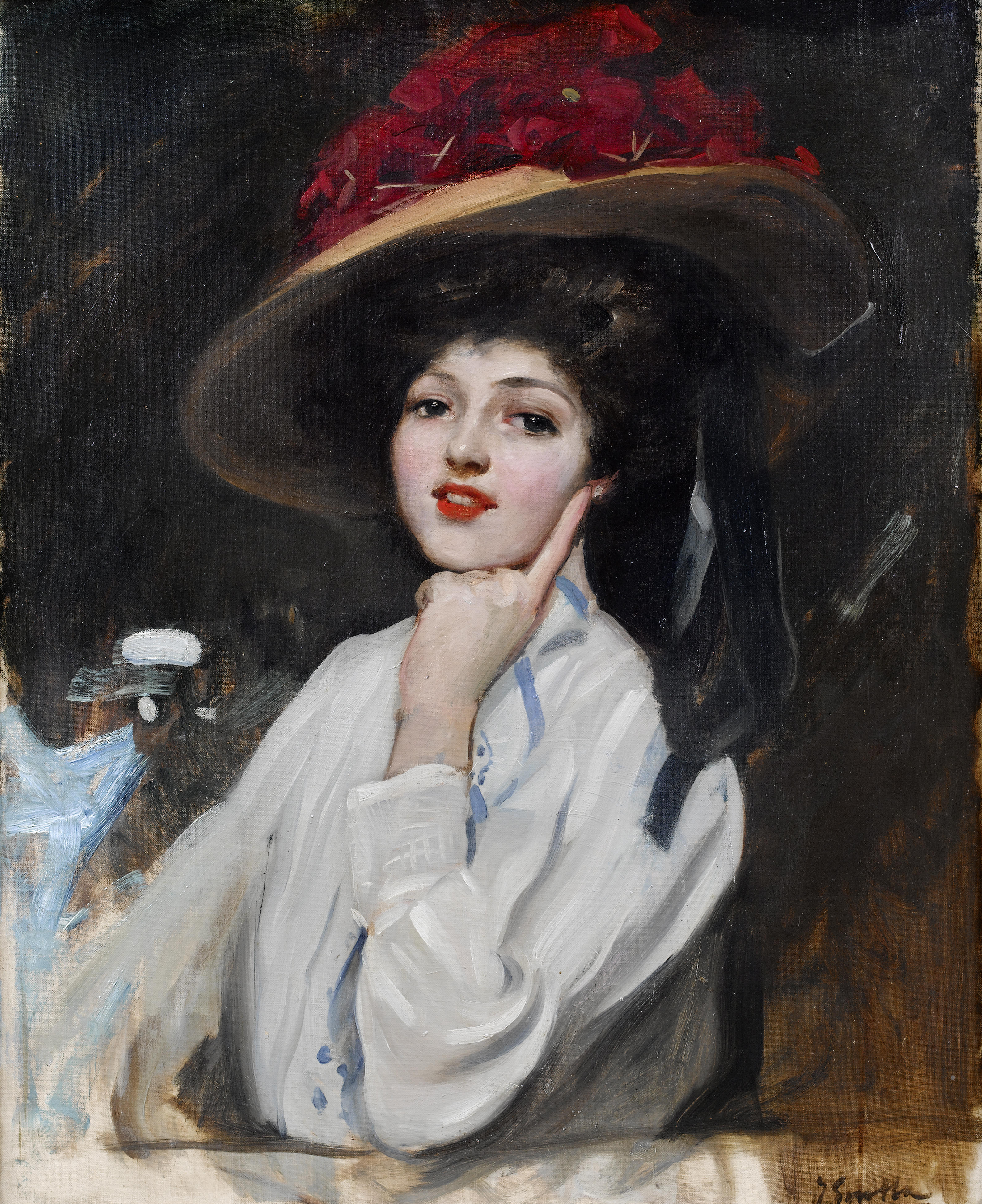
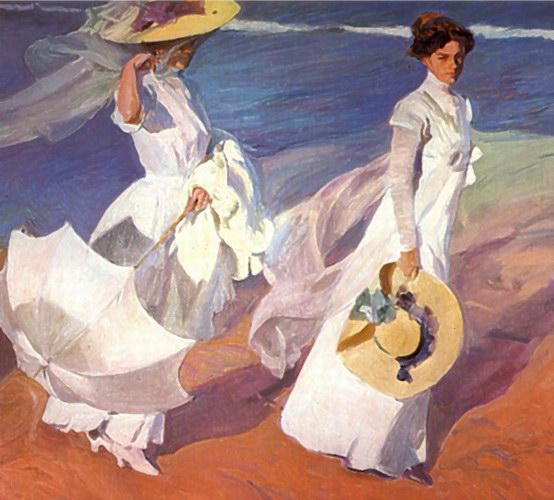
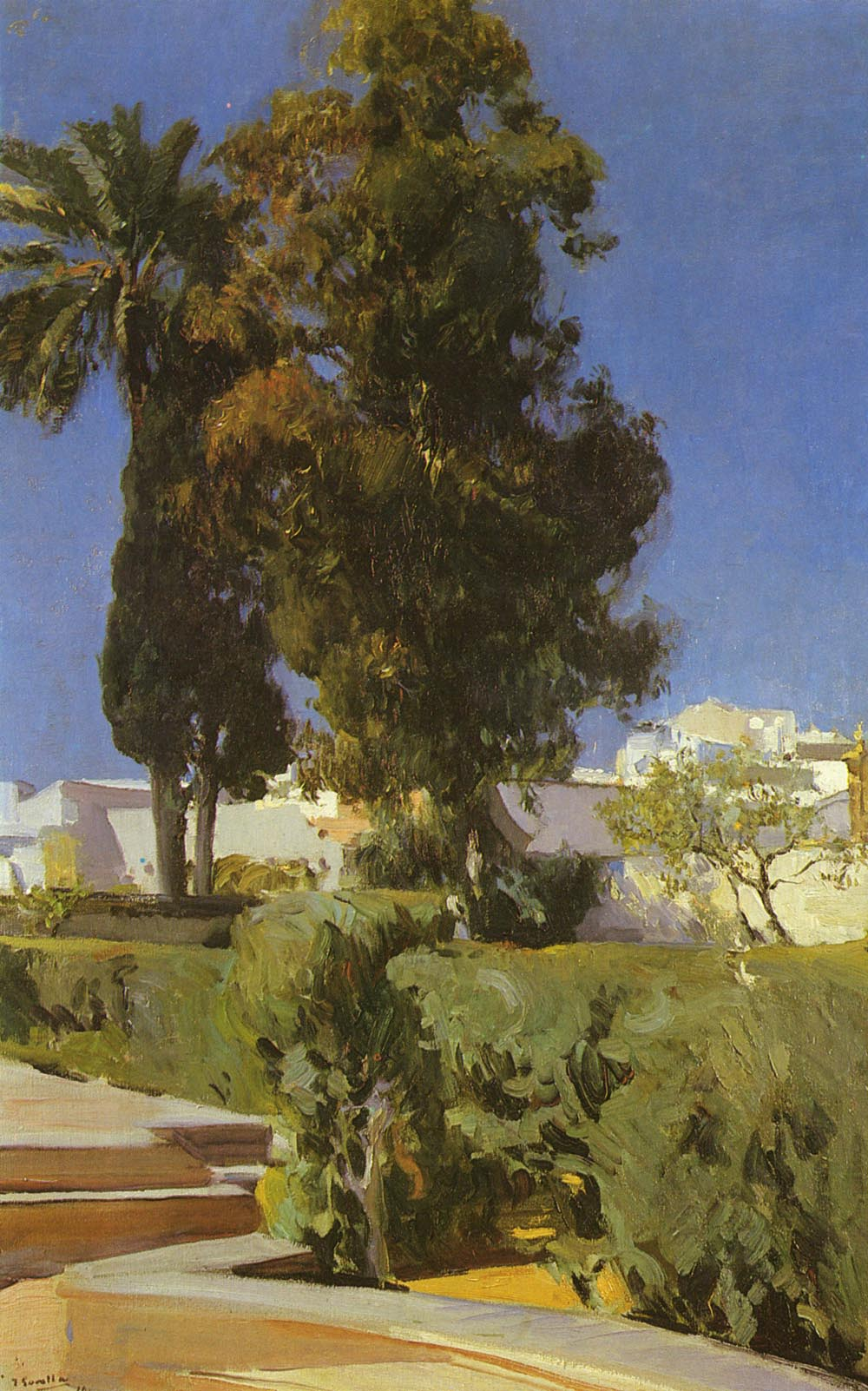
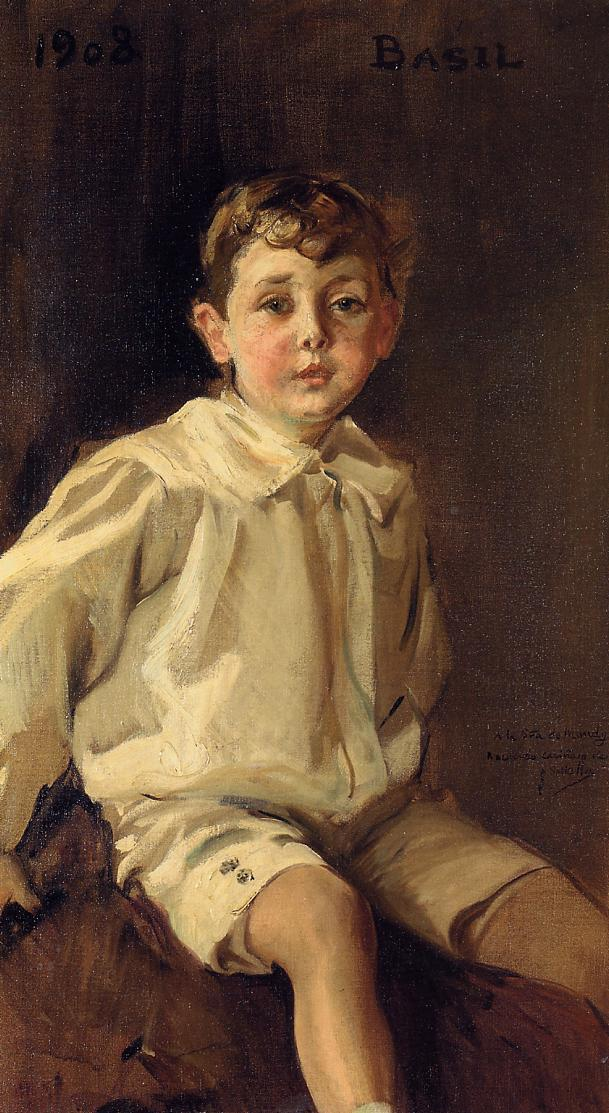
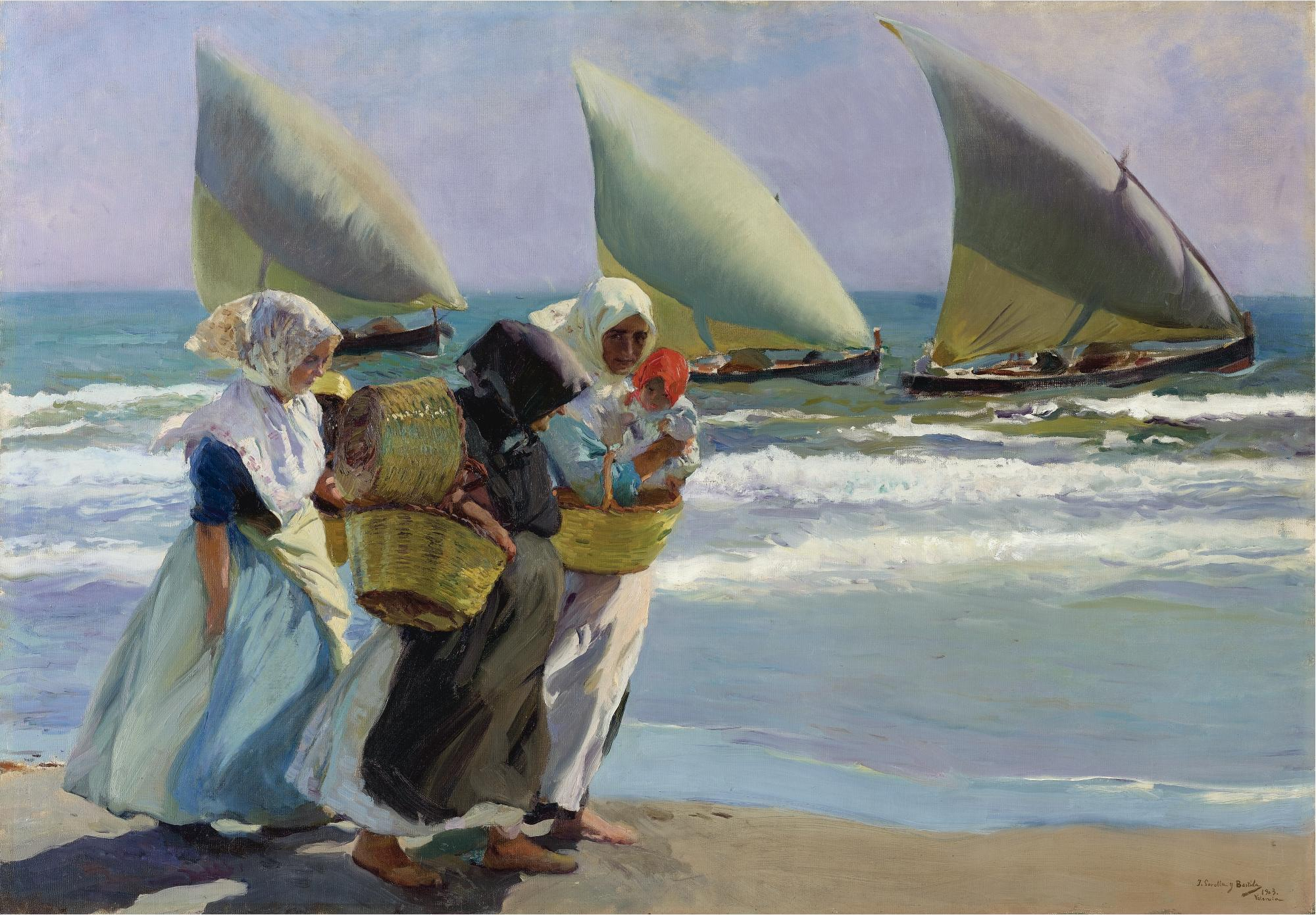

## وصلات خارجية
- خواكين سورويا على موقع الموسوعة البريطانية (الإنجليزية)
- خواكين سورويا على موقع الموسوعة البريطانية (الإنجليزية)
- خواكين سورويا على موقع ديسكوغز (الإنجليزية)
- (بالإسبانية) أعمال خواكين سورويا الفنية